# Rhantus concolorans
Rhantus concolorans är en skalbaggsart som först beskrevs av Hans Daniel Johan Wallengren 1881.  Rhantus concolorans ingår i släktet Rhantus och familjen dykare. Inga underarter finns listade i Catalogue of Life.